# Mikołaj Witliński
Mikołaj Witliński (Gdynia, 2 dicembre 1995) è un cestista polacco.

## Palmarès
- Campionato polacco: 2

Zielona Góra: 2019-20
Trefl Sopot: 2023-24